# Siete maravillas del Delfinado
Las siete maravillas del Dauphiné (del francés: sept merveilles du Dauphiné) es el nombre con el que se conoce a un grupo de curiosidades naturales de la geología alpina o antiguas construcciones significativas. Todas están ubicadas en el actual departamento de Isère, salido en el año 1790 a partir de la antigua provincia del Dauphiné (Delfinado).

## Origen
Se llamaba así, a veces, a las curiosidades naturales que debían su renombre a la credulidad popular, a las leyendas o a la imposibilidad en que se encontraba entonces la ciencia para explicar su origen. La lista fue esbozada por primera vez en el siglo XIII y fue retomada en el siglo XVI por Symphorien Champier, historiógrafo del Teniente general del Dauphiné, Pierre Terrail de Bayard, antes de ser reproducida con muchos detalles por Denys de Salvaing de Boissieu, primer presidente de la Cámara de Cuentas del Dauphiné, en Delphinatus Septem Miracula (1638). Nicolas Chorier la seguirá en su Histoire générale du Dauphiné,  en 1661, y también por el librero A.M. Saugrain en su obra Nouveau voyage en France, en 1720.

## Descripción
| Imagen | Nombre de la maravilla       | Descripción |
| ------ | ---------------------------- | --- |
|        | Monte Aiguille               | El monte Aiguille, en la comuna de Chichilianne, antes conocido como el monte Inaccesible, pasaba por haber albergado a Venus y us vírgenes o ser la morada de ángeles. |
|        | La Fontaine Ardente          | La fuente Ardiente, en el lugar llamado «le hameau des Pierres» [el caserío de las Piedras], en la comuna de Gua, ofrece el fenómeno de escupir una lengua de fuego que no se apaga nunca. |
|        | La tour sans venin           | La torre sin veneno, en la comuna de Seyssinet-Pariset, cerca de Grenoble, habría sido un santuario de Isis, donde no habría ni reptiles o arañas. Algunos incluso llegaron a afirmar que la tierra que lo rodea habría sido llevado desde París por Roland , sobrino de Carlomagno. |
|        | Les Cuves de Sassenage       | La leyenda del hada Melusina está ligada, entre otros sitios, a esta formación subterránea. |
|        | Grutas de la Balme           | Las grutas de la Balme, en la comuna de La Balme-les-Grottes, donde Louis Mandrin se habría guarecido. Estas grutas albergan extrañas estalactitas y estalagmitas. |
|        | Puente Lesdiguières de Claix | Este puente franqueaba el río Drac y se encontraba en su totalidad en la comuna de Claix, antes de la creación de la comuna de Pont-de-Claix en la margen derecha del Drac en 1873. Se trata de una construcción muy audaz puesta en servicio en 1611 gracias al duque de François de Bonne de Lesdiguières, y consta de un solo arco de 46 m de abertura, 16 m por encima del río. Según la leyenda, el puente abriga la caverna de Mandrin, y él se habría arrojado desde lo alto del puente con su caballo para escapar de sus perseguidores. En 1874, fue construido a pocos metros un segundo puente para recibir el tráfico más intenso de finales del siglo XIX, incluyendo una línea de tranvía desde 1897. |
|        | La Pierre Percée             | La Piedra Percée, en la comuna de Pierre-Châtel, cuya silueta, modelada por la erosión, parece un enorme monstruo agazapado, que ha dado origen a muchas leyendas de dragones. |

En la lista publicada por Salvaingt de Boissieu en 1638, se mencionaban otros dos lugares, que hoy no son considerados como una de las siete maravillas del Dauphiné:      
- El Maná de Briançon. Se trata de un velo muy fino que se podía ver en la mañana sobre los bosques de alerces en los Altos Alpes. Este velo estaba compuesto de granos azúcarados y blancos procedentes de las deyecciones de los pulgones que se alimentan de la savia de alerce, constituyendo una mielada recolectada por las abejas.

- Las Piedras Oftálmicas de Sassenage, también apodadas las  "lágrimas de Melusina" ("larmes de Mélusine") o las "piedras de golondrina" (pierres d"hirondelle). Se les atribuía el poder de curar los ojos irritados por el polvo. Se trataría de orbitolinas, fósiles lenticulares cuya forma, tamaño y color se corresponden con las descripciones realizadas por los antiguos, con un pulido muy fino y muy suaves al tacto. Se las encontraba  en las montañas alrededor de Sassenage.